# ラズヴァン・ラツ
ラズヴァン・ディンカ・ラツ（Răzvan Dincă Raţ, ルーマニア語発音: [rəzˈvan rat͡s], 1981年3月26日）は、ルーマニア・オルト県ピアトラ＝オルト出身のサッカー選手、元ルーマニア代表。ポジションは左サイドバック。
リーグ優勝8回 (ラピド2、シャフタール7)、クパ・ロムニエイ1回、ウクライナ・カップ5回、UEFAカップ1回、スーペルクパ・ロムニエイ2回、ウクライナ・スーパーカップ4回など多くのタイトルを獲得。2009年にはルーマニア年間最優秀選手賞で2位となった。ルーマニア代表としては2002年に初出場を飾り、2014年10月14日に通算出場試合数100試合に到達。UEFA EURO 2008でもプレーした。また、主将のクリスティアン・キブが不在時だった2005年のナイジェリアとの親善試合で代役を務め、2011年9月2日以降は正式に主将を務めている。

## 経歴

### クラブ

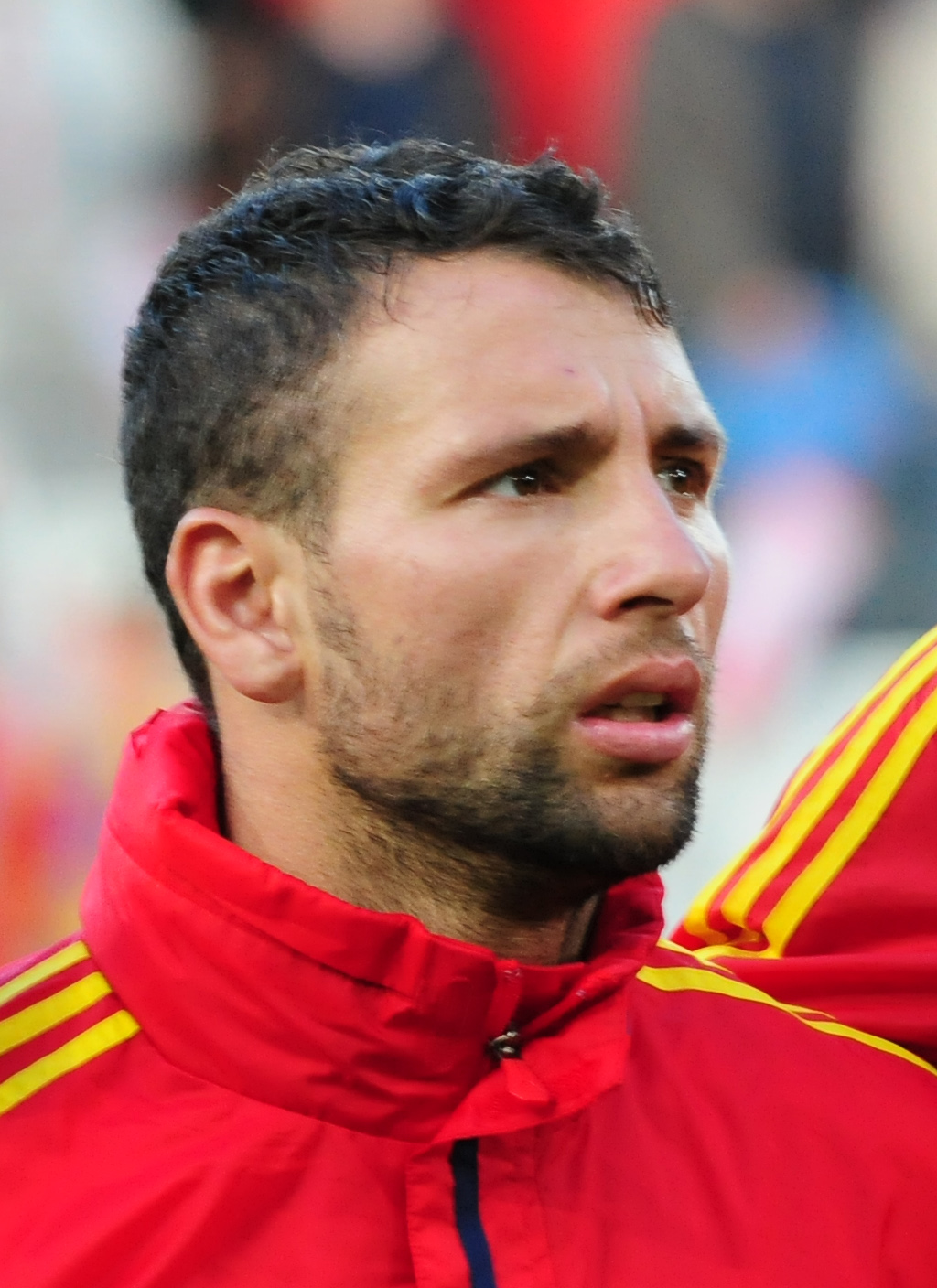
ラツ (2012)

#### ユース
生まれ故郷ピアトラ＝オルトを拠点とし、父が監督を務める地元のラピド・ピアトラ＝オルト (Rapid Piatra-Olt)でキャリアを開始する。1994年夏には、FCウニヴェルシタテア・クラヨーヴァのトライアルを受けて13歳で入団した。自身を見出した監督が解任されたのを知るやいなや、コンストルクトルル・クラヨーヴァ (Constructorul Craiova)の下部組織へと移籍したが、財政的な理由によって1995年に終了した。同年冬にバルシュで行われたフットサル大会に参加しているところをFCステアウア・ブカレストで活躍した往年の名選手トゥドレル・ストイカの目に留まり、ステアウアの下部組織へ連れて行かれると、ブジョル・ハルマゲアヌ監督にも感銘を与えていたが、最終的に財政的な問題から契約を締結することは出来なかった。その後、ウニヴェルシタテア・クラヨーヴァで自身を見出した監督の伝でニコラエ・ドブリン監督率いるスポルティング・ピテシュ (Sporting Pitești)の下部組織に参加。最初の試合で残り15分から出場し、6得点を挙げた。1996年9月2日にチェタテ・トゥルグ・ネアムツ (Cetatea Târgu Neamț)の下部組織に入団し、2試合に出場しつつ、15歳ながらディヴィジアBのトップチーム練習にも参加していたが、11月19日にメインスポンサーの関係からクラブが解散となった。その後、スポルティング・ピテシュに復帰し、優勝1回、準優勝1回を経験した。

#### シャフタール・ドネツク
1998年6月にミルチェア・ルチェスク監督率いるFCラピド・ブカレストと契約し、同クラブからプロデビューをする。2001年夏には、ミルチェア・レドニク監督の構想外からFCMバカウへ期限付き移籍に出された。2003年7月11日、同郷のダニエル・フロレアが在籍するウクライナ・プレミア・リーグ (ウクライナ1部)のFCシャフタール・ドネツクへ移籍すると、14日のFCメタルルフ・ザポリージャ戦で初出場を飾って以来、ベルント・シュスター監督や後に再会するルチェスク監督の下で中心選手として活躍しており、2005-06シーズンにヴィアチェスラフ・シェフチュク加入以降は、度々定位置を脅かされながらも多くのタイトルを獲得。ヴェルダー・ブレーメンとのUEFAカップ 2008-09決勝戦では、先発フル出場して優勝に貢献した。2012-13シーズン終了に伴い終了する契約に対し、延長を打診されないどころか、後釜のイスマイリーを獲得されたことで退団が既定路線となり、2013年5月26日のFCメタルルフ・ドネツィク戦 (4-0)がシャフタールでの最後の試合となった。

#### ウェストハム・ユナイテッド
長年在籍したシャフタールを契約満了で退団し、2013年5月21日にプレミアリーグ (イングランド1部)のウェストハム・ユナイテッドFCと1年契約で移籍する。不慣れなリーグという点をサム・アラダイス監督に考慮され、開幕から数試合はジョーイ・オブライエンにポジションを明け渡し、2013年8月27日にフットボールリーグカップのチェルトナム・タウンFC戦 (2-1)まで出場を待った。その後、公式戦で20試合に出場したものの、ウェストハムがパブロ・アルメロを獲得したように納得いくパフォーマンスを見せられず、経営陣との話し合いの末に2014年1月31日に契約解除で退団した。

#### ラージョ・バジェカーノ
2014年2月13日にプリメーラ・ディビシオン (スペイン1部)のラージョ・バジェカーノと2013-14シーズン終了までの契約を締結する。23日のセビージャFC戦で初出場を飾って以来、すぐさまスペインサッカーおよびパコ・ヘメス監督のサッカーに馴染み、ナチョ、ヨハン・モヒカ、アナイツ・アルビージャを抑えて定位置を確保した。4月5日のセルタ・デ・ビーゴ戦でシャルレスに肘打ちをして鼻を折ったことで4試合の出場停止となった。最終的に出場10試合中先発9試合を任され、クラブから契約延長を打診されていたが、欧州カップ戦でのプレーを望み退団した。

#### PAOKテッサロニキ
2014年7月8日にギリシャ・スーパーリーグ (ギリシャ1部)のPAOKテッサロニキと2年契約を締結する。加入すぐさま定位置を確保したラツは、9月28日のOFIクレタ戦で初得点含む2得点、自身としては2009年8月以来の得点を挙げるなどの活躍により、3ヶ月連続でファンからチームの最優秀選手に選出され、2015年2月には契約を2017年まで延長した。

#### ラージョ・バジェカーノ復帰
2015年8月20日、2年契約でラージョ・バジェカーノに復帰した。

### 代表

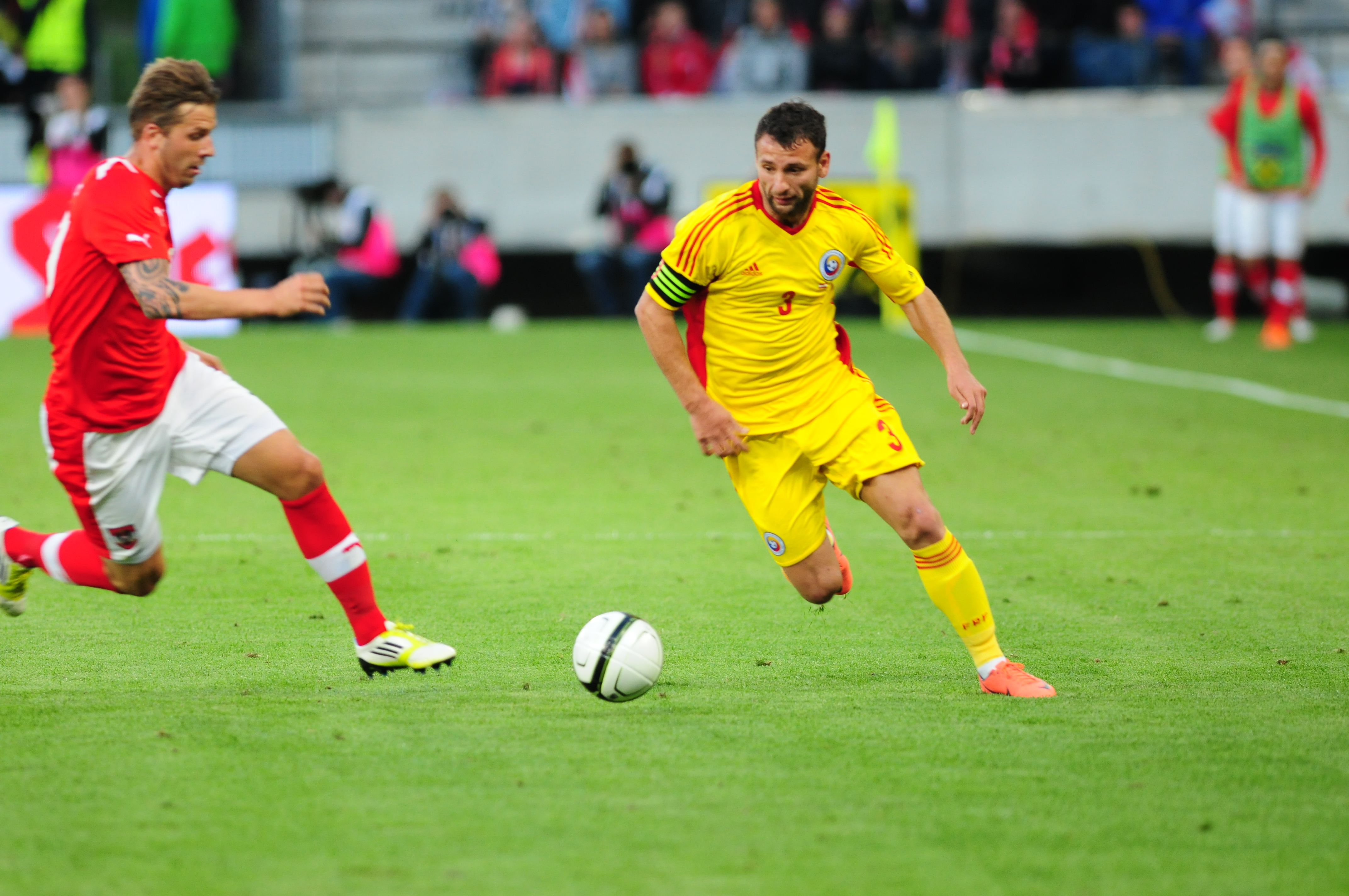
親善試合のオーストリア戦でのラツ (2012年6月5日)

2002年2月8日にルーマニア代表に初招集され、5日後のフランス戦において先発で初出場を飾る。10月12日に左ミッドフィルダーを務めたUEFA EURO 2004予選のノルウェー戦が最初の公式試合だった。その後、クリスティアン・キヴがセンターバックに固定されたことに伴い左サイドバックの1番手となる。2004年4月28日のドイツ戦 (5-1)で初得点、2014年5月31日のアルバニア戦 (1-0)で代表2得点目および決勝点を記録した。
UEFA EURO 2008では、2006 FIFAワールドカップ王者のイタリア代表、準優勝のフランス代表に加え、強豪オランダ代表と同組、所謂死のグループの中で3試合全てにフル出場し、フランス戦 (0-0)、イタリア戦 (1-1)でそれぞれ引き分けに持ち込むことに貢献したが、最後のオランダ戦 (0-2)で破れ、敗退となった。2014年10月14日、敵地でのUEFA EURO 2016予選のフィンランド戦 (2-0)において、ルーマニア代表通算出場試合数100試合目となり、ドリネル・ムンテアヌ、ゲオルゲ・ハジ、ゲオルゲ・ポペスク、ラースロー・ベレニに次ぐ5人目の大台に到達した選手となった。

## 個人成績

### クラブでの出場記録
出典:
| クラブ                 | シーズン         | 国内リーグ               | 国内リーグ | 国内リーグ | 国内カップ | 国内カップ | 欧州カップ | 欧州カップ | 合計 | 合計 |
| クラブ                 | シーズン         | 所属リーグ               | 出場       | 得点       | 出場       | 得点       | 出場       | 得点       | 出場 | 得点 |
| ---------------------- | ---------------- | ------------------------ | ---------- | ---------- | ---------- | ---------- | ---------- | ---------- | ---- | ---- |
| ラピド・ブカレスト     | 1998-99          | リーガ1                  | 3          | 0          |            |            | 0          | 0          | 3    | 0    |
| ラピド・ブカレスト     | 1999-2000        | リーガ1                  | 20         | 1          |            |            | 0          | 0          | 20   | 1    |
| ラピド・ブカレスト     | 2000-01          | リーガ1                  | 5          | 0          |            |            | 1          | 0          | 6    | 0    |
| ラピド・ブカレスト     | 2001-02          | リーガ1                  | 27         | 1          |            |            | 3          | 0          | 30   | 1    |
| ラピド・ブカレスト     | 2002-03          | リーガ1                  | 27         | 2          | 1          | 0          | 4          | 0          | 32   | 2    |
| ラピド・ブカレスト     | 合計             | 合計                     | 82         | 4          | 1          | 0          | 8          | 0          | 91   | 4    |
| バカウ (loan)          | 2000-01          | リーガ1                  | 14         | 2          |            |            | -          | -          | 14   | 2    |
| バカウ (loan)          | 合計             | 合計                     | 14         | 2          |            |            | -          | -          | 14   | 2    |
| エレクトロマグネティカ | 2001-02          | リーガ2                  | 1          | 0          |            |            | -          | -          | 1    | 0    |
| エレクトロマグネティカ | 合計             | 合計                     | 1          | 0          |            |            | -          | -          | 1    | 0    |
| シャフタール           | 2003-04          | プレミアリーグ           | 27         | 1          |            |            | 6          | 0          | 33   | 1    |
| シャフタール           | 2004-05          | プレミアリーグ           | 20         | 2          | 1          | 0          | 10         | 0          | 31   | 2    |
| シャフタール           | 2005-06          | プレミアリーグ           | 17         | 0          | 2          | 0          | 10         | 0          | 29   | 0    |
| シャフタール           | 2006-07          | プレミアリーグ           | 14         | 0          | 4          | 0          | 9          | 0          | 27   | 0    |
| シャフタール           | 2007-08          | プレミアリーグ           | 19         | 2          | 5          | 1          | 10         | 0          | 34   | 3    |
| シャフタール           | 2008-09          | プレミアリーグ           | 17         | 0          | 3          | 1          | 13         | 0          | 33   | 1    |
| シャフタール           | 2009-10          | プレミアリーグ           | 18         | 1          | 2          | 0          | 11         | 0          | 31   | 1    |
| シャフタール           | 2010-11          | プレミアリーグ           | 17         | 0          | 2          | 1          | 9          | 1          | 28   | 2    |
| シャフタール           | 2011-12          | プレミアリーグ           | 8          | 0          | 3          | 0          | 4          | 0          | 15   | 0    |
| シャフタール           | 2012-13          | プレミアリーグ           | 16         | 0          | 2          | 0          | 8          | 0          | 26   | 0    |
| シャフタール           | 合計             | 合計                     | 173        | 6          | 24         | 3          | 84         | 1          | 281  | 10   |
| ウェストハム           | 2013-14          | プレミアリーグ           | 15         | 0          | 5          | 0          | -          | -          | 20   | 0    |
| ウェストハム           | 合計             | 合計                     | 15         | 0          | 5          | 0          | -          | -          | 20   | 0    |
| ラージョ               | 2013-14          | プリメーラ・ディビシオン | 10         | 0          | 0          | 0          | -          | -          | 10   | 0    |
| ラージョ               | 合計             | 合計                     | 10         | 0          | 0          | 0          | -          | -          | 10   | 0    |
| PAOK                   | 2014-15          | ギリシャ・スーパーリーグ | 25         | 3          | 3          | 0          | 7          | 0          | 35   | 3    |
| PAOK                   | 合計             | 合計                     | 25         | 3          | 3          | 0          | 7          | 0          | 35   | 3    |
| キャリア通算成績       | キャリア通算成績 | キャリア通算成績         | 320        | 15         | 33         | 3          | 99         | 1          | 452  | 19   |

### 代表での成績
出典:
| ルーマニア代表 | ルーマニア代表 | ルーマニア代表 |
| 年             | 出場           | 得点           |
| -------------- | -------------- | -------------- |
| 2002           | 5              | 0              |
| 2003           | 9              | 0              |
| 2004           | 7              | 1              |
| 2005           | 8              | 0              |
| 2006           | 7              | 0              |
| 2007           | 10             | 0              |
| 2008           | 7              | 0              |
| 2009           | 9              | 0              |
| 2010           | 8              | 0              |
| 2011           | 9              | 0              |
| 2012           | 7              | 0              |
| 2013           | 8              | 0              |
| 2014           | 8              | 1              |
| 2015           | 1              | 0              |
| Total          | 103            | 2              |

#### 代表での得点
出典:
| #  | 開催日        | 開催地                 | 対戦国     | スコア | 結果 | 大会     |
| -- | ------------- | ---------------------- | ---------- | ------ | ---- | -------- |
| 1. | 2004年4月28日 | ブカレスト             | ドイツ     | 2-0    | 5-1  | 親善試合 |
| 2. | 2014年5月31日 | イヴェルドン・レ・バン | アルバニア | 0-1    | 0-1  | 親善試合 |

## タイトル
クラブ
FCラピド・ブカレスト
- リーガ1 1998-99, 2002-03
- クパ・ロムニエイ 2001-02
- スーペルクパ・ロムニエイ 1999, 2002

FCシャフタール・ドネツク
- ウクライナ・プレミアリーグ 2004-05, 2005-06, 2007-08, 2009-10, 2010-11, 2011-12, 2012-13
- ウクライナ・カップ 2003-04, 2007-08, 2010-11, 2011-12, 2012-13
- ウクライナ・スーパーカップ 2005, 2008, 2010, 2012
- UEFAカップ 2008-09